# George Fisher (chanteur)
Pour les articles homonymes, voir George Fisher et Fisher.
George "Corpsegrinder" (en français : « broyeur de cadavre ») Fisher, né le 8 juillet 1970 à 
Baltimore dans le Maryland (États-Unis), est un chanteur américain, membre du groupe de death metal américain Cannibal Corpse.

## Biographie
Il a rejoint le groupe en 1996, après que l'ancien chanteur Chris Barnes s'est fait exclure en raison de divergences d'opinions musicales.
Avant de rejoindre le groupe, il jouait avec Monstrosity, un groupe de death metal de Floride. Il a participé à l'enregistrement de trois de leurs albums.
Connu pour son « cou de taureau » à la largeur hors du commun ainsi que son chant composé de growls profonds suivis de hurlements aigus (forme de chant assez proche du grindcore), il est un adepte du headbanging, mouvement qui consiste à faire bouger sa tête dans tous les sens, avec le bassiste du groupe Alex Webster.
Considéré comme étant l'un des meilleurs chanteurs de death metal, il est également le chanteur du groupe de death metal mélodique Paths of Possession.
Grand amateur de jeux vidéo, George Fisher est connu comme étant un fan inconditionnel du MMORPG World of Warcraft, dont il n'hésite pas à parler durant ses interviews. Son personnage, Dorkcraft, évolue sur le serveur américain Burning Blade du côté de la Horde. Depuis l'extension Wrath of the Lich King, un PNJ nommé Gorge the Corpsegrinder (qui a été traduit par Gorge le Broyeur de cadavres dans la version française) y est présent sous forme de clin d'œil. Il possède un tatouage à l'effigie du symbole de la Horde au niveau de son coude droit.